# LWN.net
LWN.net è una rivista online di informatica, focalizzata sul software libero e in particolar modo sul Kernel Linux. L'acronimo LWM inizialmente significava "Linux Weekly News" (notizie settimanali su Linux), significato poi successivamente abbandonato a causa dell'espansione verso anche altri argomenti. Tuttavia, LWN.net è rimasta la rivista di riferimento per gli sviluppatori delle distribuzioni e del kernel, diventando collateralmente anche una sorta di forum di discussione. L'iscrizione è a pagamento e consente di accedere una settimana prima agli articoli pubblicati. Dalla settimana successiva gli articoli sono visibili a tutti.
Il sito web è largamente utilizzato dagli sviluppatori del kernel per descrivere oppure proporre nuovi all'interno del kernel, ad esempio nuovi algoritmi di scheduling.
Viene anche talvolta utilizzato da ricercatori per pubblicare dettagli implementativi di lavori scientifici al fine di dare maggiore risalto ai risulti alla comunità di sviluppo del kernel. Seppur molto diversa da una rivista scientifica, per la principale mancanza di peer review, l'alta qualità di molti articoli porta a considerare LWN.net una fonte valida in molte pubblicazioni scientifiche che necessitano di dettagli implementativi o misure reali.